# Магнус Гедман
Ма́гнус Ге́дман (швед. Magnus Hedman, нар. 19 квітня 1973, Гуддінге) — шведський футболіст, що грав на позиції воротаря.

## Клубна кар'єра
У дорослому футболі дебютував 1990 року виступами за команду клубу АІК, в якій провів сім сезонів, взявши участь у 127 матчах чемпіонату.
Згодом з 1997 по 2005 рік грав у складі команд клубів «Ковентрі Сіті», «Селтік» та «Анкона».
Завершив професійну ігрову кар'єру у клубі «Челсі», до команди якого приєднався 2006 року і невдовзі залишив її, не провівши жодного офіційного матчу за «пенсіонерів».

## Виступи за збірну
1997 року дебютував в офіційних матчах у складі національної збірної Швеції. Протягом кар'єри у національній команді, яка тривала 8 років, провів у формі головної команди країни 58 матчів.
У складі збірної був учасником чемпіонату світу 1994 року у США, на якому команда здобула бронзові нагороди, чемпіонату Європи 2000 року у Бельгії та Нідерландах, чемпіонату світу 2002 року в Японії і Південній Кореї, а також чемпіонату Європи 2004 року у Португалії.

## Титули та досягнення

### Командні
- Чемпіон Швеції (1):

АІК: 1992
- Володар Кубка Швеції (2):

АІК: 1996, 1997
- Володар Кубка Шотландії (1):

«Селтік»: 2004-05
- Володар Кубка англійської ліги (1):

«Челсі»: 2006-07
- Бронзовий призер чемпіонату світу: 1994

### Особисті
- Найкращий шведський футболіст року (1):

2000